# Istituto per la Ricostruzione Industriale
Het IRI (Istituto per la Ricostruzione Industriale) werd in 1933 in Italië opgericht door het fascistische regime. Zijn functie was om de belangrijkste Italiaanse banken van hun ondergang te redden na de economische crisis van de jaren dertig. Het ging daarbij om de Banca commerciale, Credito Italiano en de Banca di Roma. De regering kocht deze drie banken op, en daarmee de industriële bedrijven die in hun bezit waren. Dientengevolge werd IRI (en daarmee de staat) eigenaar van meer dan 20% van de beschikbare Italiaanse aandelen. IRI werd daarmee tevens de belangrijkste Italiaanse ondernemer en bankier in Italië.
Aanvankelijk was IRI bedoeld als een tijdelijke oplossing. In 1937 werd het echter een permanent onderdeel van de publieke sector, en werd IRI een staatsholding. IRI groeide uit tot een financiële moederholding van een industrieel conglomeraat, dat in het begin van de jaren negentig tot de drie grootste in Europa behoorde. In 1991 werd IRI omgezet van een overheidseenheid (Ente di Gestione) in een naamloze vennootschap (S.p.A.), met de staat als enige aandeelhouder. IRI SpA had een wijdvertakt netwerk van deelnemingen in bedrijven welke werkzaam waren uiteenlopende economische sectoren, zoals: staalproductie, luchtvaart en defensie, automatisering, bouwnijverheid, scheepsbouw, zeetransport, telecommunicatie, omroep- en financiële dienstverleners.
In de jaren tachtig misbruikten de Italiaanse politieke partijen IRI voor eigen doeleinden. Romano Prodi was in de periode 1982–1989 de hoogste bestuurder bij IRI en tijdens zijn bewind bereikte de politieke invloed op het functioneren van IRI een hoogtepunt. Begin jaren negentig leidde IRI grote verliezen. In 1991 was het verlies 670 miljard lire (circa $ 540 miljoen), een jaar later was dit toegenomen tot 4200 miljard lire en in 1993 zelfs 10.200 miljard lire. Aan het einde van 1992 had het bedrijf schulden van 72.000 miljard lire.
De Europese Unie was een belangrijk programma begonnen tegen staatssteun. In juli 1993 werd een overeenkomst gesloten tussen Andreatta en Eurocommissaris Karel Van Miert. In ruil voor financiële steun aan IRI moest deze laatste veel activiteiten afstoten om de schuldenlast te reduceren. In 1993 zette Romano Prodi, hij kreeg bij IRI een tweede termijn in 1993 en 1994, een gedeeltelijke privatisering in gang; Credito Italiano, de Banca commerciale en de Sme (actief in de voedingsindustrie) werden afgestoten. In 1996 stond de Europese Commissie nog een staatslening aan IRI toe ter waarde van 10.000 miljard lire. De schuld van IRI aan het einde van het jaar was zo'n 23.500 miljard lire, ver boven de 5000 miljard lire die met Van Miert in 1993 was afgesproken.
De verkoop van de bedrijfsonderdelen ging niet altijd probleemloos. In november 1996 besloot de regering STET, een winstgevend telecom bedrijf, in de lente van 1997 te privatiseren. IRI had zo’n 64% van de aandelen in handen. Het bedrijf zou fuseren met zijn eigen dochter Telecom Italia en, in afwachting van zijn privatisering, worden overgenomen door de Italiaanse schatkist. De verkoopopbrengst moest IRI van de ondergang redden. Het plan kreeg veel bezwaren van managers bij staatsbedrijven die hun macht wilden behouden, de neofascisten die tegen privatisering waren en de communisten die de belangrijke telecommunicatiesector niet in privéhanden wilden zien. De Italiaanse kamer stemde tegen het decreet waardoor opnieuw gesprekken met de eurocommissaris noodzakelijk werden.
Tussen juli 1992 en maart 2000 werden activiteiten en deelnemingen van IRI geprivatiseerd met een totale waarde van 90.800 miljard lire. Per eind 2000 zijn alle bezittingen overgegaan naar het Italiaanse ministerie van Financiën. Dit betrof nog de laatste aandelenpakketten, in onder andere Alitalia en het RAI omroepbedrijf, en 20.000 miljard lire in kasmiddelen. Dit laatste was het resultaat van de privatisering van Finmeccanica, Aeroporti di Roma en de tolwegen van Autostrada.